# 미슈나
미쉬나(히브리어:  משנה, 반복하다)는 200년쯤에 예후다 한나씨(יהודה הנשׂיא / "대표자 예후다")가 편찬했다고 전해지며, 유대인들이 구전 토라로 전승해 온 내용을 최초로 기록으로 옮긴 것이라고 믿는다. 본문 내용은 바리새파 랍비들을 중심으로 진행된 법리논쟁이며, 서기 70에서 200년 사이에 활동한 것으로 추정하는 랍비 현자들인 탄나임(תנאים, 단수는 תנא 탄나)의 토론을 담고 있다. 랍비 문학에 속한 전통 문헌들 중에서 가장 먼저 기록되면서, 후대에 등장하는 토쎕타(תוספתא), 게마라(גמרא), 탈무드(תלמוד) 등의 전통이 어떤 방향으로 발전할지 길을 정해주는 역할을 하였다. 랍비 유대교 전통은 미쉬나를 기초로 발전하였으며, 미쉬나에 기록한 내용을 각각 시대에 맞도록 재해석하는 방법으로 진행되었다. 이후 3-5세기에 걸친 랍비들의 주석은 게마라라고 부르며(아람어로 "마침"이라는 뜻인데 전통적인 가르침을 암기하며 배운다는 말이다[Jastrow 255]), 미쉬나 본문과 게마라 주석을 합본한 문헌이 탈무드이다.
전통적인 유대교의 가르침에 따르면 구전 토라 또는 구전법은 하나님이 모세에게 시내산에서 주신 기록되지 않은 전통이며(미쉬나, 아봇 1, 1), 기록된 토라를 분명하게 가르치고 있지만 본문에 포함되지 않은 내용으로 본다. 이러한 구전 전통은 장로들과 여호수아에게 전해졌고, 선지자들을 거쳐 유대 현인들에게 전해졌다는 것이다. 예후다 한나씨 랍비(미슈나에서는 단순히 "랍비"라고 나온다)가 이 전통을 미쉬나라는 형태로 정착시켰다고 한다. 이는 유대인의 세부적인 규율이 시간에 따라 잊혀지지 않도록 하기 위한 것이다.

## 구조
미쉬나는 쎄데르 6 개로 구성되어 있으며, 각 쎄데르 안에는 마쎄켓이 7-12개 있고, 각 마쎄켓은 장과 미쉬나로 구별되어 있다. 그러니까 미쉬나는 책이름이면서 가장 작은 문단 하나를 부르는 이름이기도 하다. 미쉬나에 기록한 문구를 인용할 때는 차례로 미쉬나, 마쎄켓 이름, 장 번호, 미쉬나 번호를 쓰고, 쎄데르 이름은 생략한다.
"검, 칼, 단검, 창, 손-낫, 추수용 낫, 머리 집게, 분리되는 가위 같은 것들은 부정해질 수 있다. 요쎄 랍비는 손과 가까운 쪽은 부정해질 수 있고 머리와 가까운 쪽은 정결하다고 말했다. 둘로 분리되는 가위에 관해서 예후다 랍비는 부정해질 수 있다고 주장했고, 다른 현인들은 정결하다고 했다." (미쉬나, 켈림 13, 1)
쎄데르 여섯 개는:
- 제라임 ("씨앗들"), 농업 관련법과 기도문들
- 모에드 ("명절"), 안식일과 명절에 대한 법들
- 나쉼 ("여자들"), 결혼과 이혼에 대하여
- 네지킨 ("손상"), 민사와 형사법
- 코다쉼 ("거룩한 것들"), 희생제, 예루살렘 성전, 먹는것을 판단하는 법(카슈룻)
- 토호롯 ("정결법"), 정결함과 부정함에 대한 법. 여기에는 죽은자와 사제의 정결예법, 월경 법 등이 들어있다.

## 한국어 번역
한길사에서 전 6권으로 간행했다. 번역은 1권(제라임)은 권성달, 2권(모에드)은 김성언이, 3권(나쉼)은 이영길이, 4권(네지킨)은 최영철과 김성언이 함께, 5권(코다쉼)은 전재영이, 6권(토호롯)은 윤성덕이 맡았다.